# Ericeia dodo
Ericeia dodo là một loài bướm đêm trong họ Erebidae.